# Wawrzyniec Grzymała Goślicki

Adelswappen des Bischofs Wawrzyniec Goślicki, Wappengemeinschaft Grzymała

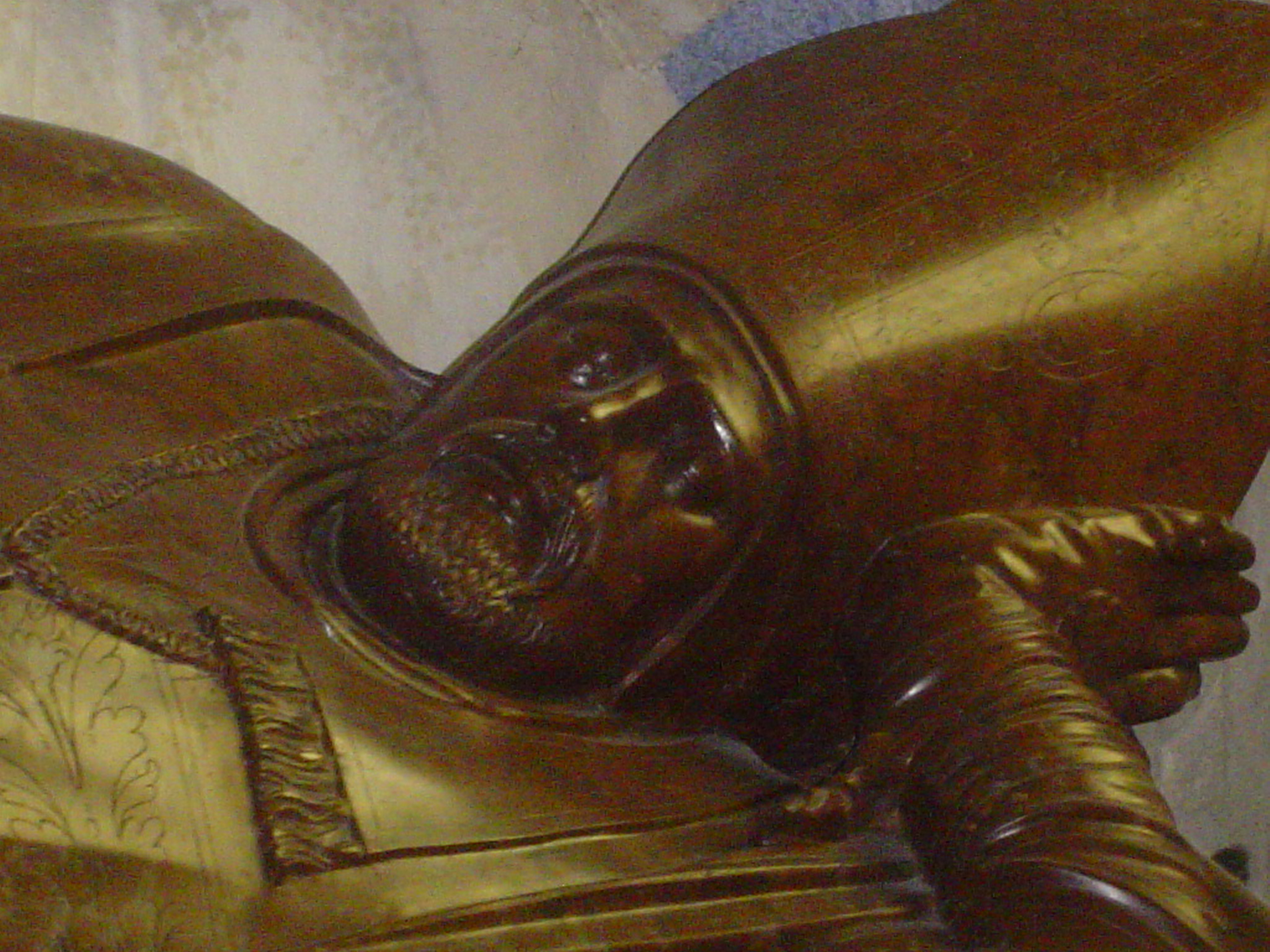
Hochgrab (Ausschnitt) Bischof Wawrzyniec Grzymała Goślicki

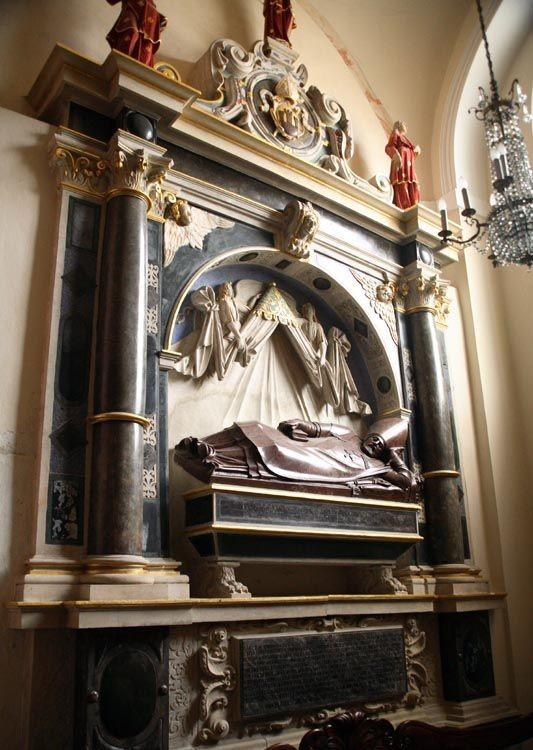
Grabdenkmal Bischof Wawrzyniec Grzymała Goślicki im Posener Dom

Wawrzyniec Grzymała Goślicki (lateinisch Laurentius Grimaldius Goslicius; * 1530; † 1607) war ein polnischer Bischof, politischer Denker und Philosoph. Er erlangte einen hohen Bekanntheitsgrad in Europa durch sein Hauptwerk „De optimo senatore“.

## Leben
Nach dem Studium an der Krakauer Jagiellonen-Universität und in Padua trat er der Römisch-Katholischen Kirche bei. Im Jahr 1569 berief man ihn in die königliche Kanzlei. Von da ab diente er zwei polnischen Königen, Sigismund II. August und Stephan Báthory. Er wurde 1586 in das bischöfliche Amt nach Kamieniec Podolski berufen. Es folgten am 22. Januar 1590 die Bischofssitze in Chełm, am 10. Mai 1591 Przemyśl und 1601 Posen. Goślicki war ein politisch sehr aktiver Mann und eine durch seine Zeitgenossen geschätzte Persönlichkeit. Er war ein vehementer Befürworter religiöser Toleranz in Polen. Aufgrund seines Einflusses und eines Briefs an den Papst, wurde es den gegenreformatorischen Kräften, namentlich den Jesuiten, verboten, eigene Schulen in Krakau zu gründen. Er war der einzige katholische Geistliche, der die Warschauer Konföderationsartikel mit seiner Unterschrift 1587 bestätigte.
Goślickis Buch „De optimo senatore“ (Erstveröffentlichung 1568, Venedig) erschien nachher in zwei Übersetzungen auf Englisch: „A commonwealth of good counsaile“ (1607) und „The Accomplished Senator. in Two Books. Written Originally in Latin, by Laurence Grimald Gozliski, ... Done Into English, from the Edition Printed at Venice, in the Year 1568. by Mr. Oldisworth“ (London, 1733). In diesem Buch argumentierte Goślicki, dass das Gesetz über einem Herrscher, das heißt einem Monarchen steht, ebenso sei eine Herrschaft gegen den Willen der Mehrheit der Bevölkerung illegal. Viele der in seinem Buch vorhandenen Ideen, enthielten die Grundlagen der polnisch-litauischen „Adelsdemokratie“ (1505–1795) und basierten auf den Schriften aus dem 14. Jahrhundert des Stanisław von Skarbimierz.
In England war die Idee von der Verantwortung eines Königs gegenüber seinen Untertanen so revolutionär, dass Goślickis Buch dort lange verboten war. Seine Ideen trugen zur Gründung zukünftiger Nationalverfassungen wesentlich bei. Sein Buch wurde von Thomas Jefferson gelesen und kommentiert, der ein Freund und Mentor der Urheber der Verfassung der Vereinigten Staaten von Amerika war und hatte auch einen bedeutenden Einfluss auf die Entwicklung der ersten modernen, kodifizierten Nationalverfassung Europas, der Verfassung vom 3. Mai 1791.
Seine letzte Ruhestätte fand er in der Kathedrale St. Peter und Paul zu Posen.